# إيمانويل إيجيبتور
إيمانويل إيجيبتور (بالإنجليزية: Emmanuel Agbettor)‏ لاعب كرة قدم نيجيري في مركز خط الوسط ، ويلعب حاليًا لنادي إنبي.

وقد انتقل لنادي إنبي في صفقة انتقال حر في يونيو 2016 ، بعد تألقه مع فريق الداخلية ، مما جعله محط أنظار العديد من الأندية المصرية والعربية يأتي على رأسها الأهلي.